# Центр дослідження біорізноманіття та клімату Сенкенберга
Центр дослідження біорізноманіття та клімату Зенкенберга (Senckenberg Biodiversität und Klima Forschungszentrum — BiK-F) — дослідницький центр у Франкфурті-на-Майні (Німеччина). Перейменований з Центру дослідження біорізноманіття та клімату з 1 липня 2008 року. Грудень 2014 року в рамках проєкту землі Гессен за розвиток наукової та економічної досконалості (Landes-Offensive zur Entwicklung Wissenschaftlich-ökonomischer Exzellenz — LOEWE), з 2015 року він є частиною Науково-дослідного інституту та Музею природознавства Зенкенберга, який є частиною Наукового товариства імені Лейбніца.

## Цілі
Метою дослідницького центру є використання інноваційних дослідницьких підходів і методів для декодування поточних і минулих взаємодій між зміною клімату та біорізноманіттям на рівні організмів. На цій основі розробляються надійні прогнози на майбутнє та виробляється основа для прийняття рішень. Завдяки цій меті та своїй міждисциплінарності дослідницький центр має унікальні для всієї Європи переваги продажу. Спектр використовуваних методів варіюється від молекулярної генетики та мас-спектрометрії до супутникового дистанційного зондування клімату, місцевості та реакцій екосистеми.

## Історія
Дослідницький центр було засновано як Центр дослідження біорізноманіття та клімату в рамках лінії фінансування 1 (центри LOEWE) першого раунду фінансування проєкту землі Гессен для розвитку наукової та економічної досконалості 15 лютого 2008 року. Зенкенбергське товариство природничих досліджень виступило як спонсор ауково-дослідного інституту та Музею природознавства Зенкенберга у Франкфурті-на-Майні та Університетом Йоганна Вольфганга Гете у Франкфурті-на-Майні. Центр був заснований у липні 2008 року. За заявку відповідав директор Науково-дослідного інституту Зенкенберга та Музею природознавства Фолькер Мосбруггер. Він також є науковим координатором дослідницького центру.

## Партнерство
Партнерами науково-дослідного центру, фінансованого фондами LOEWE, були Науково-дослідний інститут Зенкенберга та Музей природної історії, Університет Йоганна Вольфганга Гете у Франкфурті-на-Майні, Інститут соціально-екологічних досліджень (ISOE) та Німецька служба погоди (DWD). Іншим партнером Центру біорізноманіття та клімату є оператор екологічного супутника EUMETSAT. Крім того, існують інші партнерства з компаніями (МСП, через лінію фінансування 3 програми LOEWE).

## Наукова концепція
Наукова концепція Центру досліджень біорізноманіття та клімату базується на матриці з віссю час-процес і віссю простір. На осі час-процес розглядаються довгомасштабні (еволюція та клімат), середньомасштабні (динаміка біорізноманіття та клімат) та короткомасштабні процеси (адаптація та клімат). На просторовій осі розташовані морські та наземні системи в тропічному / субтропічному, помірному та альпійському / полярному кліматичних поясах. У результаті Центр дослідження біорізноманіття та клімату робить науковий внесок у управління пов'язаними зі зміною клімату, екологічно чи медично значущими змінами біорізноманіття на регіональному, національному та європейському, а також глобальному рівнях, а також у виконання міжнародних угод, таких як Директива ЄС щодо фауни, флори та середовища проживання, Європейська водна рамкова директива, Конвенція про біологічне різноманіття та Рамкова конвенція про зміну клімату.

## Місце розташування центру

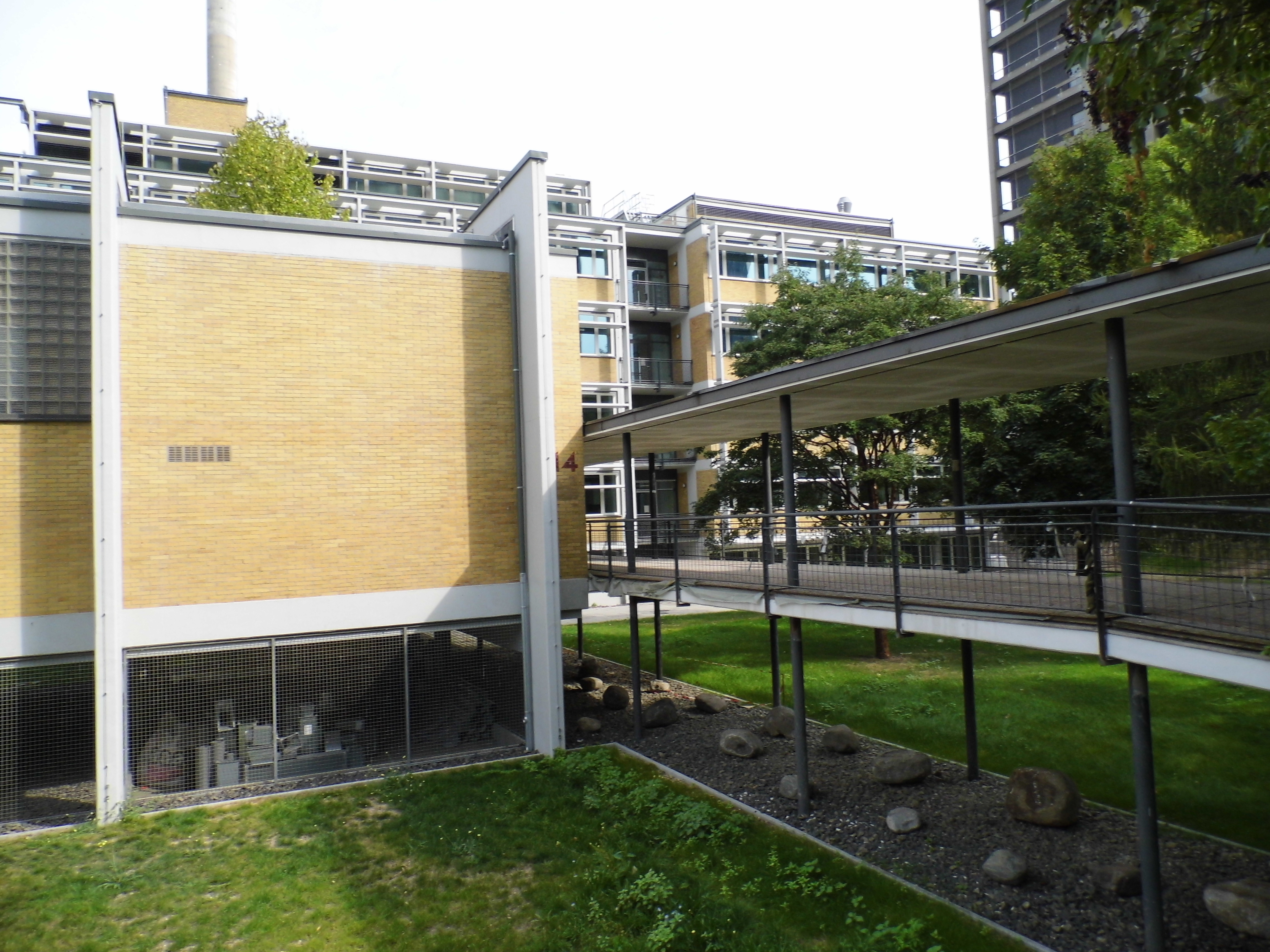
Будинок Марії Сибілли Меріан у 2012 році

З 2013 року центр розташований на території колишнього кампусу університету Бокенхайм у будівлі Інституту фармації та харчової хімії, яка була побудована в 1957 році після її реконструкції архітекторами SSP SchürmannSpannel. Архітекторами будівель на той час були Фердинанд Крамер і Вальтер Дункль. У червні 2017 року будівлю було перейменовано на булдинок Марії Сибілли Меріан.

## Веб-посилання
- Сайт центру